# Monts Traverse
Pour les articles homonymes, voir Traverse (homonymie).
Les monts Traverse sont une chaîne de montagnes de l'Utah aux États-Unis. 
Orientés d'ouest en est, ils séparent la vallée de Salt Lake de la vallée de l'Utah dans les comtés de Salt Lake et de l'Utah.
« Point of the Mountain » est le nom familièrement utilisé pour désigner la partie de cette chaîne qui sépare les zones métropolitaines de Salt Lake City et de Provo, ainsi que le col de montagne utilisé par les autoroutes et les artères ferroviaires qui relient les deux zones.

## Géographie
Les monts Traverse marquent la limite entre les segments Salt Lake et Provo de la Wasatch Fault (en). Ils sont très escarpés et localement impliqués dans des glissements de terrain. Le lac Bonneville couvrait autrefois les vallées de Salt Lake et de l'Utah, et les rivages et les dépôts du lac de la période glaciaire sont gravés dans les flancs des monts Traverse.
La partie orientale de la chaîne (souvent appelée Traverse Mountain) est divisée entre les villes de Léhi et de Draper. La partie Draper contient la communauté de Suncrest, tandis que la partie Lehi contient celle de Traverse Mountain. Entre les deux communautés, la Flight Park State Recreation Area (en) (parc d'État) se trouve au sommet de la chaîne. La partie occidentale de la chaîne fait partie du site d'entraînement de la Garde nationale de Camp Williams.
L'extrémité occidentale de la partie orientale de la chaîne est marquée par Point of the Mountain et Steep Mountain, à 1 878 m d'altitude.